# 勇者互助組合 交流型掲示板
『勇者互助組合 交流型掲示板』（ゆうしゃごじょくみあい こうりゅうがたけいじばん）は、おけむらによるライトノベル。

## 概要
インターネット上の『小説家になろう』にて2011年7月13日より連載開始され、2012年8月25日にアルファポリスより単行本化された。2016年5月時点で累計部数は15万部を記録している。単行本化に際して収録される範囲の投稿分をダイジェスト版に変更し、その後小説家になろうの規約変更に伴いダイジェスト版となっていた話を削除したため、用語解説を除く2013年10月30日以前の投稿分はサイト上に存在しない。
一般の小説作品とは異なり、所謂インターネットの電子掲示板を模した形式で執筆されている。
2013年11月2日の更新以来、長期に亘り連載休止状態が続いていたが、2018年8月10日からおよそ5年ぶりに連載が再開されている。
メディアミックスとして、あきやまねねひさによるコミカライズ版が、アルファポリスの公式ウェブサイトにて2013年11月11日から2016年3月18日まで連載された。コミックスは全3巻が刊行されている。

## あらすじ
多重世界において、かつて勇者としての責を終えた者達が、後進の勇者達への協力や援助を目的として設立した『勇者互助組合』。
そこでは、数多の異なる世界に存在する勇者もしくは元勇者の交流を深めるべく掲示板が設置されていた。現役の勇者たちが立てる「現役勇者板（通称・なう）」。勇者としての活動を終えた者たちの集う「退役勇者板（通称・いたり）」や、双方がスレを立てられる「総合勇者板」など。各々が元居た世界や召喚された異世界における独特のルールや、自身が陥った珍妙な状況に対する相談等々、世界を越えた駄弁り合いが今日も始まる。

## 登場人物
作中のスレッドでは現役勇者は「勇者している○○さん（出身世界。召喚勇者の場合は「出身世界→召喚先の世界」）」と表記され、「○○」の部分は意図的に書き換えない限りは「勇者」と表記される。退役勇者の場合はいたり板では「勇者しちゃった○○さん（出身地）」、なう板では「勇者を見守る○○さん（出身地）」と表記される。総合版では現役・退役問わず「勇者すなわち○○さん（出身地）」で表記される。
学生さん
地球国家出身。「いたり」。かつて異世界に召喚されて魔王を倒した経験を持つ「あの勇者」と呼ばれた者にして現役学生。2ちゃんねるなど匿名掲示板のネットスラングなどを会話で多用する。基本的には面白がって場をひっかき回す役割だが、たまに的を射た発言をしたりすると「世界の終わりだ」と言わんばかりにスレが混乱してしまう。本掲示板を紹介する「新参勇者☆のみなさんへ!」スレッドを立てたり、金冠の協力による「スレ参加者の「二つ名」が表記される釣りスレ」を立てたり、朱壁の「勇者互助組合補助制度の設立について」スレッドにもただ一人コメントするなど、実は作中では皆勤賞なほか、多くの勇者とフレンド登録していてスレで話題に挙がった人物、もしくは問題解決に役立ちそうな人物を呼び出したりしている。
漫画版では素顔が明かされず、終始「No Image」表記のアバター姿で描かれていて、漫画版最終話である「勇者親睦会実況スレ編（前後編）」でも同アバター姿の人形の姿のみを見せている。
賢者さん
空中庭園出身。「いたり」。初登場時は魔術師さん。空中庭園世界において魔王を倒し、当時の王の娘と結婚させられそうになったが、辺境の森に200年引きこもって魔術に没頭した末に「森の賢者」と呼ばれるようになった。200年ぶりに現れた魔王に対して「引退していた自分」と「召喚勇者」「生誕勇者」の3人が揃ってしまったことで相談しようとスレを立てた。それだけなら「勇者同士が力を合わせて魔王に立ち向かえ」だったが、肝心の魔王が平均レベルの「5」だった。
現役勇者達の苦境に魔術絡みで協力することが多い。元勇者の中でも知識はあっても問題解決能力はあまり高くないが、魔術の腕は指折りのようで度々頼られている。後述の王子さんからの無茶振りや難しい術をさらりとこなしたり、一旦テンションが上がると当初予定していた以上にやり過ぎてしまうところも多い。前述の相談にも王子の発案で勇者たちには「対の宝剣」。魔王にもそれにつり合う魔剣を拵えたが、徹夜して上がったテンションで製作した魔剣を持った魔王のレベルが「8」まで上がっていた（これは場合によっては組合のメンバーが出張ってくるレベル）。そのため、更に強化した宝剣と、剣の存在に説得力を持たせるためにそれを安置したダンジョンを製作するが、徹夜のテンションで再びやり過ぎた結果として賢者自身が二人の勇者を鍛える羽目になったりもした。
勇者時代には現役勇者板内でも『破壊王トラウマ製造機』『歩くうっかり爆心地』『紙一重オブ紙一重』『勇者認定即白札野郎』などと呼ばれており、自世界での二つ名も『さらにげ破壊神』だった。
「術式オタク」として術式関連の話題に食いつく様は『これだから空中庭園世界の魔術師は（：殿堂入り）』と呆れられることも多い。
フリーターさん
位相軸地球出身。「いたり→なう」。尋常じゃない程にまで異世界に召喚され易い体質で、初登場である「召還陣が現れた」の時点で23回の召喚が行われている。そんな中で手に入れた召喚陣を避けるというスキルは店主・冒険者を驚愕させた。様々な世界に召喚され続けながら名前通りのフリーター生活を続けていたが、バイトを続けるか、新たな召喚に応えるかという問題に対してスレを立てた。
本人としては「誰かの期待に応える」ことには吝かではないが、召喚陣が現れたのがバイトの休憩中だったため悩んでいた。だが、学生の「なぜ元の世界に帰ってるの?」という一言から、これまでに召喚された世界に遺してきたものを思い出し、新たな召喚に応え旅立った。その後、召喚された世界から更に別の世界と新たな世界に召喚され続けている。
当然経験は豊富であるため、そのほとんどが一騎当千であることが語られているが、そのために不憫な思いをしている事もあったという。実は元ハーレム勇者。二つ名も数多く存在するが、総合すると「救世主」となる。
巫女姫さん
サレンダリア出身。「いたり」。長い時を生きているが、生まれてから一度も異性の姿を生で見たことが無いため、免疫を全く持ち合わせていない。そのため、掲示板でのろけ話が持ち上がれば妬みを剥き出しにしたり、恋の話に食いついたりしている。穏やかなようで、掲示板の流れが変な方向に向かうとすぐに気付け薬と称した酒に手を伸ばしており、「酒乱さえなければ完璧なお方」と評されている。
狩人さん
オプトール出身。「いたり」。故郷の森で狩りをして暮らす平凡な青年だが、ある日時空の間隙にハマって地球系列世界のコンピュータ・ゲーム「ダークネス・クエスト」の世界に召喚されてしまう。時空位相の特殊性から掲示板の閲覧はできるが書き込みは出来ないという状態で元世界に帰還後に初めてスレを立てた。召喚先は古いゲームなためか、全てのキャラがテンプレなセリフしか話さない世界で、魔王を倒す（ゲームクリア）までは掲示板のみが心の支えだった。
元々学がないせいか、ボキャブラリーに乏しく「天然爆弾」といわれるほど能天気な性格。
操縦士さん
カルバ・ガルバ出身。「いたり」。「ガナルの英雄」と呼ばれる女性パイロット。いたり組では常識派だが、恋話には目が無い乙女。パイロットとして鍛えたせいか少々骨太な体格と貧乳がコンプレックス。
女子高生さん
地球国家出身。「なう→いたり」。初登場時は勇者さん。再登場した時には名前が学生と被ってしまったため、さらに変えた。学生と同じ世界の日本に住む、ごく普通の高校生だったが、厳格な身分制度のある異世界・エストラードに突如勇者として召喚されてしまう。王宮と教会から選抜されて付けられたパーティメンバーの仲が最悪でスレを立てた。彼女らは互いに嫌いあっており、なにかというと衝突して「3日に1回の比率でパーティ分裂の危機」となり、「5日に1回は戦闘中に同士討ちしかける」というもの。下手に口をはさむと矛先が自分に向き、前述の身分制度もあり、勇者でありながら最底辺の扱いだった。
元々それまでに勇者召喚の事例がない世界で、魔王討伐の名誉を欲する悪徳国家に捨て駒にされかけたが、勇者互助組合の介入により無事に元の世界へ帰還した。その後もエストラードの動向はずっと心配していたらしく、もし何か動きがあった時に連絡するよう、学生にお願いしていた。親睦会にてウェイトレスさんと初対面を果たしている。
魔法少女さん
位相軸地球出身。「なう」。初登場時は勇者さん。20歳の女子大生だが、妖精国クリムキングダムの使者・カカオ（黒）、ミルク（白）と名乗る二匹の妖精によってほぼ強引に魔法少女にされ、ジャンク帝国の怪人相手に戦うことになり、変身や必殺技の度に決め台詞やポーズを毎回強制的に取らされてしまうという、年齢に全くそぐわない不憫な目に合ってしまう。変身時の名前は「パティシエール・マカロン」で、武器はゴテゴテに装飾された泡だて器のようなもの。勇者としては非常にイロモノなためにしばしば話題に登場してはいじられることも多々で、スレ名も学生によって変更された。その後、新たに立てたスレではジャンク帝国に雇われた新幹部ハイカロリー・ピッツアが「実の母親（曰く、年の割にスタイルは良い）」であることが判明したと伝えられ、元は役者志望だったというはっちゃけた母の姿に更に悩む苦労人。
漫画版では変身前は眼鏡を着用している。親睦会に参加した際には「勇者」といっても大半の者はごく普通と知ってそそくさと帰ろうとしたが、自身の噂話にツッコミを入れたことで身バレしてしまい落ち込んだ。
もやチートさん
平行世界8群出身。「なう→いたり」。初登場時は勇者さん。再登場した時には名前が学生と被ってしまったため、さらに変えた。特に有名という訳でもない大学の工学部に通う「彼女いない歴=年齢」の大学生。本人いわく「インドア派」の「チキン」で「もやし」。
ある日の就寝中に異世界・スタムの神さまに依頼されて同世界に召喚されたが、召喚された際に神さまの手で腹筋が六つに割れた細マッチョの超絶イケメンとなっていた。そのあまりのイケメンぶりに周囲の女性からの注目に耐えられず「こんなチートはいらなかった」というスレッドを立てたが、スレに割り込んできた「召喚先の世界の勇者の身体（美少女）に憑依した」という勇者によってスレ自体はうやむやとなる。
その後、「どうせ注視されるなら観賞用（パンダ）になるより、怪しまれた方がまし」と、漆黒の全身鎧に身を包み勇者活動を完遂する（付いた二つ名は「黒鎧の勇者」）。召喚補正は元の世界に帰ると無効化ないし解除される事が普通だが、元の世界に帰還した際にも姿がイケメンのままだったため混乱する。しかたなく術式を用いて「元々イケメンだった」という認識を周囲に刷りこむが、賢者から「だったら術で以前の姿に化ければ良かったんじゃない?」と指摘されるも後の祭りであった。
親睦会では顔を隠す仮面を着けて現れるが、王子さんや総統さん、国王さんなどのカリスマ組。仙人・剣聖・稀乃鬼ら古参組を見て自意識過剰だったと気付いた。
会社員さん
平行世界8群出身。「いたり」。元・召喚勇者で仕事の合間にスレに参加していることが多い。スレ内ではどちらかと言うと調整型で学生のおちゃらけやスレ主の暴走を抑える役回り。
勇者としても至って地味なタイプだが、フリークライミングが趣味で、かつて召喚された世界・エエインの「ギュルバ崖」という断崖絶壁を素手で踏破した実績がある。
警備員さん
時空治安機構出身。「いたり」。前述の組織に勤務する職員で勤務明けにチェックしたスレに参加するパターンが多い。地球系列世界ネタが理解できるためか、魔法少女やベジタヴォーンなどのネタ系勇者のスレでは学生などと共に弄り回している。罠を仕掛けての妨害・捕縛が得手らしく「トラップ名人」の二つ名を持つ。
王子さん
イ・ダス出身。「いたり」。金髪に翠の瞳、背が高く冷たい表情でありながら、笑った時の爆発力がすごいなど、「白皙の美青年」を体現したかのような人物。その出で立ち故に、女性であった魔王と対面した際「これほどの美青年が老いていくのは耐えられない」として、魔王に命がけで不老不死の祝福（のろい）をかけられた。付いた二つ名は「傾国の麗君」。
スレを通して困っている勇者を導き、半ば無理やりに事を解決させる手腕を持つものの、前記の呪いによる不老不死のせいで第1位だった王位継承権を失っており、神官や巫女姫と共に不老不死という言葉に敏感で、聞くとすぐに「帰ります」と言う。
暗殺者さん
レトヴァー出身。「いたり」。反逆軍を立てた王弟の暗殺に成功した事で勇者となった。現役時代の二つ名は「闇鴉」。べらんめえ口調で口が悪く、発言が伏字（本掲示板への書き込みは思念が基本であることを利用し、明らかな悪意がある文面は自動的に伏字となる仕様が組み込まれている）になることも多々あるが、実はかなりのお人よし。勘の鋭さは組合一と言われ、一目置かれている。
女帝さん
蓮源出身。「いたり」。「覇道の末姫」とも呼ばれ、古風な口調で一本筋も通った人物だが、やはり恋の話には目がない。大体のスレではツッコミ役に回っていることが多い。
「女子の価値は胸の大小で決まるものではない」と操縦士を励ましたこともあるが、彼女に言われても「嫌味」にしか聞こえないナイスバディの持ち主。
店主さん
ジステル公国出身。「いたり」。冒険者の集まる食堂の店主。実は代々勇者を輩出する血筋の大貴族・五公二家の生まれ（次男）で、勇者としての活動の後、貴族という身分を捨てて妻を娶り、店を開いた。勇者に任命された娘を心配するあまり、陰で大っぴらに支援をする親バカでもあるが、勇者故に掲示板への参加資格を得ていた娘からの怒りを買う結果になってしまった。妻とは旅に出てからすぐに出会い、比較的早い内に貴族籍から抜けることを決めていた。付いた二つ名は「二家の色ボケ次男」。
神官さん
フロイ・レガス出身。「いたり」。基本的には真面目で思慮深い性格だが、出身世界では神職は妻帯してはいけないことに加え、勇者時のメンバーが全員ガタイのいい男達（本人曰く「筋肉祭り」）だった。そのことから付いた二つ名が「筋肉壁（マッスルバリヤー）の加護者」で、挙句の果てに辿り着いた先の魔王・魔族も筋肉軍団で、思わず反射的に最終奥義を発動して勝負を決めてしまった。このような経験から、恋愛関連、特にハーレム勇者の話題にはキャラが崩れるほどの嫉妬心を見せるが、基本的に生真面目な堅物なため、親睦会では女帝と妖メイドに弄られていた。
賞金稼ぎさん
ジグルェイ出身。「いたり」。ジグルェイでは差別対象である獣人と人間とのハーフであるため、賞金稼ぎに下ったというハードな生い立ちと「魔弾の半獣」の二つ名を持つ。
掲示板の住民の中では、達観した視線で気さくな性格のためお兄さんのような存在でもあるが、驚いた拍子に鍋をひっくり返したり本を落としたり、おっちょこちょいな面も垣間見える。親睦会では女性陣の胸を品評をするなど結構スケベ。
獣爪王さん
けものふ出身。「いたり」。「暇ぞ　語れ」「其れは　強きか」など、簡潔な話し方が特徴的。異名は「暁の咆哮」。
妖白猫（ようしろねこ）さん
極彩獣国出身。「いたり」。語尾に「にゃ」が付く典型的な猫娘。漫画版の外見は「立って歩く猫」。
流浪の剣士さん
緋ヶ津出身。「なう」。「禍つ存在」と呼ばれる魔物を退治する旅を続ける勇者。旅の最中、獣人の隠れ里からの依頼があり、「もっふもふーの、ふわっふわーの、けもっけもーの楽園」を期待しつつ赴いたところ、獣人が猫耳・尻尾以外は人間と変わらない存在であったため、「猫耳とは正義なりや否や」というスレを立てるに至った。本人は女性かつ、どちらかというと犬派で、男猫にばかり擦り寄られるのに辟易していた。
その反動なのか、元々そういうフェティシズムだったのか、親睦会においては獣爪王の下へ真っ先に向かい、そこに集まっていた賞金稼ぎ・妖白猫に囲まれて失神したりもした。
合法ロリさん
ゼンドラーグ出身。「いたり」。見た目は少女ながら不老不死となっており、作中時点でも「ロリBBA(婆)」と呼ばれる年齢で、漫画版などでも甘ロリ系ファッションでなければミドルティーンくらい。9〜13歳の少女（というより幼女?）を至高の美と定義し、それに該当する少女が不老不死ないし不老となるきっかけを得た際にはそれを受けるように勧める「暴走爆発小娘」。
基本的にお嬢様口調だが、素が出ると伏せ字が頻繁に出るドスの利いた口調になる。晶術と呼ばれる術式を使う。
警告担当の組合員・白藍や百年単位で険悪な仲である神殺者の殺害を企てているが、成功には至っていない。
剣士さん
ディーライゼン出身。「いたり」。腕利きの剣士だが過去に貧乏していた時期が長くあり、その間真剣を買うことも出来なかったため、付いた二つ名は「木刀のカリスマ」。
相当な腕前を持っており、後述の「断罪の鉄槌」との戦いでは剣をふるうだけの戦闘でかなりの戦果を挙げたらしい。漫画版では場の盛りあがって来た親睦会で剣聖と腕試しの立ち会いをしていた。
魔封の勇者さん
ホンシジュ大陸出身。「なう→いたり」。乗り込んだ魔王城が即死トラップだらけだったという、非常に不遇な存在。しかも立てたスレが溺れかけたところで終わってしまっていたため、いたたまれなくなった王子が「今思うと、あの魔王は、なかった」というスレを行商人に立てさせて、その安否を確認するほどであった。最終的には符術師からもらった転移符で抜け出し、即死トラップにかかりながら魔王の間へと到着したが、全ては魔王が仕組んだショーの一環であった事を知る。
魔王さん
三界世界出身。「なう→いたり」。魔族の住む魔界を統治する現役の魔王だったが、異世界アルントに勇者として召喚された事で勇者認定を受けてしまう。外見は黒髪黒目の幼い少年であり、魔族としても100歳に満たない若者だが、施政者としての能力は確かで人望も厚い。「平等なる暴君」の異名を持つ、勇者板・怒らせちゃいけない系いたり組の筆頭（会社員・談）。
後に自世界において人間世界から来た勇者（国の王に任命されただけの騎士で、組合からの勇者認定は受けていない）を出迎えて見たことから、「勇者をもてなし中なう」というスレを立てた。
ウェイトレスさん
エストラード出身。「なう→いたり」。初登場時は勇者さん。黒髪・黒眼で背格好が似ているという理由で前述の女子高生の後任として、国から半ば強制的に勇者に祭り上げられたエストラードの新たな勇者。孤児であり、スラム街の親方の下で窃盗を繰り返す生活をしていたが何とか抜け出し、ウェイトレスに就職した。そのため口は悪いが、筋が通った性格で正義感も強い。意識を操られる腕輪を付けられていたが、装着した神父が敬虔で、詠唱の結びに思わず懺悔を呟いたために呪文が完成せず、自由な意識のまま行動できた。王子さんの提案で城内を脱出し、巻き込んでしまった神父と共に隣国へ亡命、王子さんのアドバイスを受けつつ周辺小中国家を纏め上げて連合を結成し、本国に改革をもたらしたため「改革の戦乙女」という称号を得た。しかし「ガラじゃない」という理由でウェイトレス業に戻っており、魔王との戦いにも同行した神父とは婚姻を結ぶという、勇者という身分とはまた違った幸せを迎えている。
星合金ロボさん
平行世界4群の惑星ジャスティス出身。「なう→いたり」。「みんなの笑顔」を守ることを至上命令とする5体の動物型ロボットからなる「正義の変形合体ロボット」。
勇者活動である「悪の帝国・ワルイーゾ」との戦いを終えて、母星への帰還ワープに入ったところで壱号（犬型・合体時は胴体）が異世界「テオン」に召喚されてしまう。壱号一体だけでは戦力不足なため、スレを立てて相談した。フレンド登録をしていた学生によって仲間との連絡はついたものの、戦力不足な（合体変形ができない）のは変わらない状況を打破するべく戦メイドの発案でワープと召喚儀式を同時に行うことで、5体全機（弐号・蛇（腕）、参号・鶏（頭部）、肆号・キリン（脚）、伍号・ペンギン（脚））が集結した。
後にこの騒ぎは賢者の時空調査中のミスが原因だったことが明かされている。
ご隠居さん
ユグド=デバス出身。「なう→いたり」。初登場時は勇者さん。辺境の村に生まれ、御堂での祝福を受ける余裕もなく暮らし続けた。新たな家族が生まれ、ついでに自分もと物見遊山で訪れた町の御堂で祝福を受けた際に自身が勇者だったと知るが、この時点で彼は「72歳」の老人だった（祝福を受けようとしていたのは孫）。
彼の世界では魔王と勇者にハッキリとした相関関係があるのか不明で、彼が死んだからと言って新たな勇者が生まれるのかは分からない。そのため、周囲はすっかり諦め顔でいたが、彼自身はキツイ旅をせずに魔王を殲滅できないものかと魔術の研究をしていたが賢者の協力を得た結果、新たに画期的な魔術体系を完成させてしまい、「新魔術の始祖」と祭り上げられそうになったが何とか誤魔化して隠居している。
探偵さん
平行世界4群の地球出身。「いたり」。いわゆる「慧眼果敢の名探偵」。裏社会の巨大組織を壊滅させた事で勇者認定を受けた。ファンタジーやSF的な現象と無縁のまま勇者になった地球出身の勇者の中でも屈指の常識人であり、地球系列世界出身者が使うネットスラングを説明することもあるが、星合金ロボやベジタヴォーンなど自分の世界や並列世界地球の「知られざる（ぶっ飛んだ）側面」を目の当たりにして精神的ダメージを受ける事も多い。尤も、自身の成し遂げたこともけして他人のことをどうこう言えるレベルではない。
鋭能少女ちーちゃんさん、きぃちゃんさん、るーちゃんさん
平行世界3群の仲良し3人女子中学生。「なう→いたり」。初出は、ちーちゃんが立てた「ごつごつ帝国で友達どこぉ!?」スレであり、ちーちゃんはゴーレムらしき存在だらけの国、きぃちゃんは獣人だらけの国、るーちゃんは爬虫類だらけの国にそれぞれ召喚されている。ちーちゃん、きぃちゃんはそれなりに楽しんでいたようだが、るーちゃんは爬虫類が非常に苦手であり、良くしてもらった自覚はあるもののその経験はトラウマとして、帰還後も彼女を苦しめることとなる。後に<世界の母>によって、鋭能のエリート校在学であることが語られる。
〈世界の母〉さん
平行世界3群出身の男子高校生。「なう→いたり」。家が貧しく、高校生でありながらバイトをし、弟妹の世話もするなど、家の大黒柱となっているしっかり者。性格も達観している。エミエンウスに召喚されてすぐ、召喚主である依坐（よりまし）の女の説明中に広がった戦火を抑えるため、その大元である火山帝の双子姫の王位争いを、鋭能を使って仲裁。2人に説教をして和解させ、世界を救った。まだ幼い姫達を自身の弟妹に投影させて感情移入してしまい、平行世界3群での生活が終わった後にエミエンウスでの生活を送るという、文字通りの二重生活を送るようになった。鋭能少女達と同じエリート校の高等部（入学できるのは「エリート認定された能力者のみ」なので、学費は無料）に通っており、実は非常に優秀な能力者である事が明かされている。
魔王103斬り勇者さん
ティティルシィ世界出身。「いたり」。初登場時は神託勇者さん。成人を迎える18歳の日に創世神からの啓示を受けて勇者となり魔王退治の旅にでる。5年の月日を掛けて4人の仲間たちと共に地上世界に現れた魔王と大魔王を倒すが、魔界にはまだ倒すべきモノが存在すると知らされる。この時点で仲間の内2人（女剣士、女魔術師）が「婚期を逃す」と戦線離脱。この際になうにて立てたスレッド「勇者なんざ飲まなきゃやってられるか」で前代未聞の書き込みが殺到、組合のシステムがパンクする騒ぎとなる（このことが原因でそれ以前に書かれたスレッドログの多くが消えた）。
魔界において更に多くの「ま王（眞、真、麻etc.各10体ずつで合計100体）」を倒し、魔王神の許に辿り着いた時には旅立ってから25年が過ぎていた。魔王神の正体は創世神（兄）の弟神であり、世界を創りだした際に発生した魔の要素を抑え、最終的に勇者に倒される事で浄化するのが目的だった（前述の「ま王シリーズ」を量産したのもその一環）。
本来は勇者に選ばれた際に兄神が「不老不死」を与えておくはずだったが、当時の勇者にとっては「そんなもの貰っても困る」と断っていたため、魔王神の前に立った時には全盛期を過ぎた歳だった。神側から若返り+不老不死を持ちかけられたが、プライドからそれを固辞し、ダメージ回復をしないという条件で「3年かけて」倒した。
最後に創世神の手で故郷に転移させられるが、トータルで28年間留守にしていた故郷の人々にはすっかり忘れられていた。
もふもふマスターさん
平行世界7群出身。「なう→いたり」。初登場時は勇者さん。動物に懐かれやすい性質を持つ。基本的にテンションが高い。
コロム・スタラに召喚され、国からの選抜者達と共に「災（レゾ）」に侵され凶暴化した獣「凶獣（レセン）」を倒す旅に出る。しかし、上記の性質から次々と凶獣達を仲間にしていき、「自分達では力になれない」と選抜者達をリタイアさせてしまう。入れ替わり新たな同行メンバーとなった凶獣達は彼が空腹であることを察して自ら食料となりに行くほど深い忠誠心を持っている。凶獣を大切にしている彼は肉を食べることができず、掲示板では「お肉食べたい」とぼやいていた。
最終ボスである「凶竜（レセン・ドラグ）」までもを手懐け、更に彼の下に続々と凶獣達が集まり一帝国を築き上げてしまったことから、人間国より討伐隊が派遣されるだけでなく、「断罪の鉄槌」による組合及びコロム・スタラ襲撃という、勇者板の実力者が総動員される騒動を引き起こしてしまった。「断罪の鉄槌」襲撃時は「世界の終わり」状態の戦線に凶獣達と共に怯えていたが、そんな状況でも凶獣達が自分を守っていたのを見て、コロム・スタラへの定住を決意した。
古参組
いたり組の中でも更に古い面子。神の恩寵や魔王の呪いではなく、自力で不老不死を成し遂げてしまうレベルの集団。武力なら組合レベル10の神々を倒すほどで、術式使いなら世界（時空）をまたいで干渉することも余裕で、組合のシステムにも割り込みを掛けられる。このレベルだと本来は組合に参加していてもおかしくはないが、大半は気楽な隠居生活を楽しんでいる。
前述の通り、時空に干渉可能な個人ということで、警備員が所属する時空治安機構からは組合員含めて「要監視対象」とされている。
界旅師さん
ワナ・ア=ディン出身。その名の通り世界をまたいで旅をしている術師。300年ぶりに故郷の世界に帰ってみれば、自分が適当になした事績が伝説化され「奇跡の神聖主」と呼ばれるようになっていた。
稀乃鬼（きのき）さん
天天出身。「扇舞当千」の二つ名を持つ。眠っている自分に悪戯を仕掛けてきた夜魔（ナイトメア）に逆に昏睡の術を掛けたら、数年間眠りっぱなしだった国の帝が目覚めた。
剣聖さん
セェユラ出身。古参の仲間曰く「筋肉バカ」で、界旅師や稀乃鬼、仙人を「術式バカ」と呼んでいる。斬撃が時空を越えて届くらしく「一閃鋭勇」の二つ名を持つ。
剣の腕を磨くために蘇魔と呼ばれる魔物を斬り続けるうちに勇者と呼ばれるようになり、蘇魔窟（魔物たちの住む地下世界）で修行を続け100年ほどして帰ってみれば生まれた村が「勇者生誕の都」と呼ばれる都市になっていた。
仙人さん
位相軸地球出身。元・召喚勇者だが、召喚された先では補正も何もなく言葉から何から覚えるのに苦労した。「風雅天粋」の二つ名を持つ。
ある時、兵隊に追い詰められていた「訳あり気な若者」を助けたら、後に別の国を立てて王になっていた。
龍主さん
ロイル・レム出身。スレに参加しても「ぬ」としか言わないが、作者によるとこれは圧縮された高速言語。漫画版では東洋竜の外見で表情もあるため何を感じて発言したかは分かりやすい。「天裂」の二つ名を持つ。
天堕剣さん、神殺者さん、鑑定士さん
古参組だが、スレ内で名前が出ただけだったり、一度しか登場していない者。
天堕剣、神殺者は武力チート組で組合レベル10とされる「神」を殺すないし倒したことがある。
鑑定士はその名の通りアイテムの鑑定能力では右に出る者がいない。

爆裂メイド三人娘
勇者ではあるが、本業はあくまで「メイド」という共通項をもつ3人。
戦メイドさん
クァーリィ出身。「いたり」。冷静沈着で合理主義だが、確信犯的に過激な提案をする。二つ名は「オーバーデストロイ」。
法術メイドさん／ミラ・ローズガーデン
ライラ・ラミス出身。「なう→いたり」。初登場時は法術師さん。どんなピンチでもきゃぴるんとメイド道を貫くのが彼女の正義。音符記号など好んで使う「無常識メイド」。本来は真名（本名）を隠すために勇者板名を使う仕様なのにスレ内で堂々と本名を晒し、ノリが似ている学生からは嫌われている。
王命を受けた勇者に仕えるメイドだったが、法術師としてのレベルは当の勇者パーティ平均の軽く倍、勇者たちが戦うより先に魔物も魔王も倒してしまった。勇者はその事を隠して報告したが、魔王を倒した褒美として与えられる神の祝福を自分が授かり、勇者・国・神殿の面子を潰した結果、国に追われることになる。
スレッド「大ピンチなのです!」を立てて相談するも話が進まず、進退窮まったところ、学生に呼び出されて参加した賢者の協力でライラ・ラミスからサレンダリアに転移した。
妖メイドさん
ゼガンヅ出身。「なう→いたり」。お色気ムンムンでメイドなのにある意味女王様。老若男女とわず魅了してご主人さま（げぼく）にしてしまう「我らが至高のメイド様」。
魅了されない相手は殲滅してしまう。キャラが正反対の巫女姫からは非常に嫌われている。

固有名の無い勇者
スレッドの名前表記が初登場以来「勇者さん」のままで、最新話時点で固有の物を持っていない勇者はここに記載。
ギャル、武士
平行世界7群出身。「なう」。カラスマータ世界に「対の勇者」として召喚された二人組だが、ギャルは現代日本のコギャル、武士は「日本と言う国名すら知らない過去（と思われる場所）出身。
ギャルはまったく以て緊張感というものが無いお気楽な性格だが、後に祈りによる守護や回復といった術式に目覚める。
武士は召喚された際に愛用の武器を持たずに移動してひどく落ち込んでいたが、賢者が協力して当の武器を転送されてからは物理無双状態となる。その際にギャルから立て続けに各種生活用品を注文され、元世界の自室から任意に転送するアイテムまで作らされた。
その後、なんとか勇者活動を終えて元の世界に帰還する前に親睦会に参加。久々の「米料理」に突進していた。
鮮菜戦士ベジタヴォーン
平行世界4群出身。「なう」。田舎の農家出身で、都会で就職・結婚した兄（長男）に代わって家を継ぐつもりで農業を営んでいる。非常に農業を愛している農家の鑑のような人物であったが、突如現れた「カンキョ・ハカーイ国」から地球を守るため、野菜の妖精によってベジタヴォーンに変身する力を与えられた。しかしその姿は、ゴボウタイツを下地に、ニンジンの篭手・トウモロコシの脛当て・ピーマンの胸当て・カボチャのパンツ・トマトのヘルメットという、本物の質感そのままの心もとない防具を纏った「どう好意的に見ても変態です（後に立てたスレッドのタイトル）」という代物。初めて変身した際に己の姿に愕然とし、妖精に対して「夜に戦わせてほしい」と土下座し、妖精の交渉もあって夜だけ活動するという異色のヒーロー。
魔法少女とともにしばしば話題に登場してはいじられるほか、原作ではその存在を知り、仲間意識を持たれていた魔法少女に漫画版では親睦会で初対面を果たした際「変態」と呼ばれてしまった不遇な存在。

組合勤務員
勤務員になるためには、「退役勇者」「退役から150年以上の人生経験を持つ不老不死であること」「組合レベル8以上の術式を行使可能であること」「出身世界から完全に組合に移住すること」以上全ての条件を満たしている必要がある。そのため、勤務員たちは桁外れの実力を持っており、「組合の中のひとは基本的に怖い」と言われている。掲示板に書き込む際は「組合のなかの○○さん（勇者互助組合）」と表記される。
碧蓮（へきれん）
広報係の勤務員だが、伝達内容が解りにくい。自称・組合のマスコットアイドル。語尾に「みゃ」をつける。
朱壁（しゅへき）
広報係の勤務員。碧蓮のフォロー担当。漫画版では鳥っぽい亜人。
白藍（はくらん）
勤務員。合法ロリには「白モヤシ」と呼ばれる優男。警告の際にはネチネチとした説教をするらしい。
紫布（しふ）
相談窓口係の勤務員。天堕剣とは素直になれず毎度殺し合いになる仲であり、「ツンギレカップル」、「万年喧嘩アベック」と称される。
赤蝋（せきろう）
勤務員。漫画版では筋骨隆々の男性で、かなりの強面。気性の激しい性格である様子。
緑旺（りょくおう）
勤務員。クールなタイプで、警告の際には理詰めで問題点を淡々と列挙する。
金冠（きんかん）
勤務員。組合創始者の一人。学生を使って釣りスレを作るなど、ひょうきんな性格であるらしい。
桃草（とうそう）
相談窓口係の勤務員。気弱な性格である様子。
黒羊（こくよう）
勤務員。女性。暴動で壊された組合の建物や結界を修復した。
白露（はくろ）
勤務員。女性。暴動時、合法ロリ達の暴言を聞いて卒倒した。
白霰（はくひょう）
勤務員。男性。暴動時に白露が卒倒したことに激昂し暴走しかけた。
紅杖（こうじょう）
勤務員。碧蓮よりも立場が上。

## 用語
勇者
本作における勇者は、大きく分けて下記の4つとされる。
生誕勇者
生まれながらにして勇者である者。類似したものには生誕後、ある時期（主に成人と認められる日など）に世界を守護する存在（神、精霊など）から任命される「下知（神託）勇者」などのパターンもある（魔法少女やベジタヴォーンも広義ではここに該当する）。
召喚勇者
異世界から召喚された者。基本的には勇者となるにふさわしい実力を持った者を召喚し、短期決戦を目指す目的から行われる行為だが、強引な手段で召ばれたとしても相手が本当に困っているなら無碍には出来ないような人格の持ち主優先で召ぶ形態になっていることも多い。そのため、召喚された際の術式に組み込まれた効果や召喚後に与えられたアイテムで潜在能力が解放され、急速に成長していく「召喚補正」を与えられる。なお、組合が仕掛けた召喚探知の術式に「言語翻訳」組み込まれており、召喚された世界で言葉も通じないという問題は回避されている。
他の勇者からは「世界の行く末を他者に丸投げする」という点から召喚する側を批判する者もいるほか、異世界人であるという理由で召喚勇者を道具扱いする世界もある。
そのため、地球系列世界に限らず召喚勇者に対して前述のように「召喚された世界側に問題がある場合」、組合の認定を受けていて本人が希望すれば「元の世界への送還」、「再び召喚されることへの拒否権」、「召喚されていた間の記憶の消去」などの処置を受けることができる。
前例勇者
以前存在した勇者と同じ条件を満たし、勇者となった者。前例勇者の場合は前例次第でサポートを受けられる事も受けられない事もある。
成果勇者
勇者として世界から認められる行いをした者。生誕勇者や召喚勇者者2つは活動中に組合からのサポートが得られるが、成果勇者は活動終了後の認定であため、サポートは得ら。またいほか、復讐者や詐欺師のように「（自身が勇者であると）本人に自覚がない、または認められない」という者もいる。

多くは「魔王を倒す英雄」であるが、世界によってその定義は様々で、魔王がいない世界であっても世界の混乱の根本を正すという正統派もあれば、行商人のように魔族が人間世界に攻め込んだ原因である物品を「商取引」で都合することで解決したり、「娯楽のない魔族に各種ギャンブルを教えた（遊び人）」「魔王をナンパした（ナンパ師）」「赤ん坊の魔王をあやすだけ（フリーター）」という、勇者と言えるのか疑わしいものまである。
能力に関しては魔王も含めて10段階で評価されており、勇者の場合は「武力（物理攻撃力）」「術力（魔法など）」でも区分けされ、平均値である「レベル5」が標準だが、一般人からすると3〜4レベルでも十分化け物レベルである。ごく稀にではあるが、退役勇者も含めて「並みの勇者より強い存在」もいることはいる。勇者の中には、指揮官・指導者・参謀役としての役割を果たしたことで勇者認定を受けた者もいるため「勇者なら強い」という訳でもない。
組合からの勇者認定（脳内でファンファーレが鳴り響く）を受けると意識下にて「組合メニュー画面」を開くことができるようになり、勇者板の閲覧や書き込み、フレンド登録によって特定の相手と連絡をとれる「勇者チャット」を利用できる。また、世界間移動の術式や能力など使えない者でも組合に赴いて多世界の者と直接会うこともできるため、定期的に交流会なども開催されている。
ハーレム勇者
パーティーが勇者以外全て女性、或いは女性のほうが多く、なおかつその殆どが勇者に好意を寄せているパーティーに属する勇者。
本作においては少なくとも2人（そのうち一人はフリーター）が確認されているが、希少な存在である。
男性陣からは羨望と怨恨と両方の視線を集めており、「ハーレム勇者撲滅委員会（仮称）」なるものまで結成されているが、当事者にとっては深刻かつ理不尽な問題であることも多い。
ハーレム勇者撲滅委員会（仮称）
その名の通りハーレム勇者の撲滅を目的とした組織。組織名はあくまで仮称であり、参加者はそれぞれ独自の組織名を名乗っている。
号令は「ハーレム! 勇者は! 撲滅! 撲滅! ハーレム! 勇者は! 根絶! 根絶! 月夜 ばかりと 思うなよ! ハーレム! 勇者は! 巣に! 帰れ!!」。
メンバーは下記のとおりで、（）内は本人達が語る組織名。
学生（ハーレム勇者disり隊☆）
神官（ハーレム勇者根絶会）
軍人（ハーレム勇者殲滅軍）
暗殺者（ハーレム勇者皆○し活動）
行商人（アンチハーレム勇者勢）

また、組織への参加は不明だが、外法師・傀儡師も号令を知っており、店主・光の勇者・遊び人もハーレム勇者を酷く嫌っている。
地球系列世界
学生・女子高生の出身「地球国家」、魔法少女・仙人・フリーターの出身「位相軸地球」、探偵・星合金ロボ・ベジタヴォーンの出身「平行世界4群」など、大小の違いはあれど所謂「地球」に相当する惑星がある平行世界の総称。原理は不明ながら、住民が異世界から召喚勇者として呼ばれる比率が高いらしい。
一部の例外を除いて、召喚者の多くはごく普通に暮らしていた一般人なので異世界での命懸けの戦いに馴染めるかどうかは両極端であり、戦いの記憶がトラウマになる者も存在する。このことに関しては、普段はおちゃらけている学生ですら同意している。
また、極めて稀な事例だが「召喚された世界をゲームと勘違いして散々荒らしまわった末に元の世界に送り返された」というケースも存在する。この事例は返還後に再召喚された新たな勇者が召喚された世界の人々があまりに自分（勇者）を警戒することから疎外感を感じてスレを立てたことで発覚した。
かろうと住人
それぞれ理由があって死後も魂が存在し続けている勇者達で、大抵は暇を持て余している。存在を続けている理由は様々で、あるかろうと住人の場合は「自世界で霊廟に祀られており、祭事式典の際に呼び出される」とのこと。
死者は生者を引き寄せやすいため、死者と分かるとすぐに専用スレ「かろうと住人だべり場」に隔離される。生者が認可を受けずに書き込むことでかろうと住人と「みなされる」危険があるため、スレは鍵モードであり厳重に注意書きがなされているが、それでも踏み込んでしまう生者は絶えない。かろうと住人のデフォルト名は「勇者すなわち浮遊霊さん」であるため、専用スレ以外に書き込む際は「すなわち○○さん」の部分が文章になるような名前に変えることで生者に偽装している（ちんけなおっさん、ちょこくろわっさん等）。
断罪の鉄槌
時空治安機構とは古馴染みである時空裁判所から放逐された過激派で構成された集団。独自の基準で善悪を決め、悪と判断したものを徹底的に断罪する。魔王と勇者との間に割って入って難癖をつけてくることもあり、時空治安機構とはかなり仲が悪く、組合内でも一部知っている者がいるほどに悪名高い。
「勇者は正義にあらず」というスレを立てた後組合を襲撃し、組合の機能をほぼダウンさせる。襲撃した面子は勤務員と互角で戦えるほどの実力を持ち、賢者ですらも「化け物」と言わしめた。これにより勇者板を一時パニックに陥らせるが、組合襲撃は陽動であり、本当の標的がコロム・スタラのもふもふマスターであることを突き止められる。勇者板の実力者たちがそれぞれ組合の応援、もふもふマスターの防衛に向かい、「人為的な天変地異」をコロム・スタラで起こすほどの大規模戦闘を繰り広げた結果、もふもふマスターへの断罪は阻止されることとなった。

## 既刊一覧

### 単行本
各単行本には書下ろし回が含まれている。KASENによる表紙・挿絵に描かれている人物が作中の誰に該当するかは、作者の意向により意図的に明言されていない。
- おけむら（著）・KASEN（イラスト） 『勇者互助組合 交流型掲示板』 アルファポリス、既刊3巻（2013年12月20日現在）
  1. 2012年9月5日初版発行、ISBN 978-4-434-17276-2
  2. 2013年1月6日初版発行、ISBN 978-4-434-17534-3
  3. 2014年1月6日初版発行、ISBN 978-4-434-18733-9

### 文庫版
著者による後書きが各巻に書き下ろされている。
- おけむら（著）・KASEN（イラスト） 『勇者互助組合 交流型掲示板』 アルファポリス〈アルファライト文庫〉、既刊3巻（2015年8月13日現在）
  1. 2014年11月28日初版発行、ISBN 978-4-434-19741-3
  2. 2015年2月27日初版発行、ISBN 978-4-434-20206-3
  3. 2015年8月28日初版発行、ISBN 978-4-434-20735-8

### 漫画版
登場人物のデザインは基本的に書籍小説におけるKASENのものに準じ（何名かは新規のデザイン）、漫画としての体裁故に作中で誰がどの外見に相当するかが明確にされている。原作を順繰りに漫画化する形ではなく、幾つかのエピソードを抜き出した形の連載となっている。
- おけむら（原作）・あきやまねねひさ（作画） 『勇者互助組合 交流型掲示板』 アルファポリス〈アルファポリスCOMICS〉、全3巻
  1. 2014年11月28日初版発行、ISBN 978-4-434-19832-8
  2. 2015年7月31日初版発行、ISBN 978-4-434-20715-0
  3. 2016年5月31日初版発行、ISBN 978-4-434-21879-8